# 2월 5일
2월 5일은 그레고리력으로 36번째(윤년일 경우도 36번째) 날에 해당한다.

## 사건
- 62년 - 이탈리아 폼페이 대지진
- 1296년 - 교황이 성직자와 평신도라는 교서를 통해 세속 권력과의 전면전을 선포.
- 1818년 - 칼 14세 요한, 스웨덴 국왕으로 즉위.
- 1936년 - 찰리 채플린의 마지막 무성영화 《모던 타임스》 개봉.
- 1967년 - 중화인민공화국, 상하이 코뮌 설립.
- 1971년 - 아폴로 14호가 달의 프라 마우로 충돌구 지역에 착륙하다.
- 2006년 -
  - 유럽 및 서구 언론의 윌란스 포스텐 무함마드 만평 논란 게재로 이슬람권의 항의가 계속되고 있는 가운데 터키에서 가톨릭 신부가 10대 소년에게 피격당해 숨졌다.
  - 외교통상부의 외교문서 공개를 통해 김대중 납치사건이 진상규명이 아닌 정치적으로 해결하자는 쪽으로 한국과 일본이 의견을 모았던 사실이 밝혀졌다.
- 2007년 -
  - 현대자동차 정몽구 회장이 징역 3년의 실형을 선고받았다.
  - 북한 국경경비대 20여명이 중국으로 집단 탈북했다.
  - 2014년까지 정부는 군복무 기간을 6개월 단축하기로 확정했다.
  - 일본에서 32번째 광우병 소가 발견되었다.
- 2009년 - 스웨덴 정부가 그 동안의 비핵화 정책을 포기하고 원자력 발전소 건립을 허용할 것으로 알려졌다.
- 2010년 -
  - 일본 토요타 자동차의 잇단 대량 리콜 사태에 대해 도요다 아키오 사장이 나고야 미들랜드 스퀘어에서 긴급 기자회견을 열고 공식 사과했다.
  - 대한민국 정부는 G20 정상회의 날짜를 11월 11일과 12일로 확정했다.
- 2011년 - 조선민주주의인민공화국 주민 31명이 어선을 타고 연평도 동북쪽 북방한계선을 넘어와 귀순 의사를 밝힌 것으로 알려졌다.
- 2012년 - 영국에서 6cm의 폭설이 내려 히스로 공항 등 일부 공항의 비행기 운행이 취소되고 철도와 고속도로 등이 끊기는 사고가 발생하다.
- 2013년 - 대한민국 거창군 북북동쪽 11km 지역에서 규모 3.5의 지진이 발생하였다.
- 2014년 - 판문점 북측 지역 통일각에서 이산가족 상봉행사를 위한 남북 적십자 실무접촉을 가졌다. 이 접촉을 통해 이산가족 상봉을 2월 20일에서 2월 25일에 금강산에서 개최한다고 합의했다.

## 문화
- 2017년 - 2017년 아프리카 네이션스컵이 가봉에서 폐막하였다.

## 탄생
- 976년 - 일본의 제67대 천황 산조 천황. (~1017년)
- 1612년 - 조선 인조의 적장자 소현세자. (~1645년)
- 1784년 - 미국 제16대 대통령인 에이브러햄 링컨의 어머니 낸시 행크스. (~?)
- 1788년 - 영국의 정치인 로버트 필. (~1850년)
- 1843년 - 영국의 귀부인 더퍼린 아바 후작 부인. (~1936년)
- 1851년 - 대한민국의 독립운동가 임병찬. (~1916년)
- 1900년 - 대한민국의 독립운동가 박시창. (~1986년)
- 1908년
  - 웨일스의 배우 페그 엔트위슬. (~1932년)
  - 미국의 슈퍼센티네리언 에디스 체카렐리. (~2024년)
- 1910년 - 아르헨티나의 축구 선수 프란시스코 바라요. (~2010년)
- 1921년 - 대한민국의 정치인 김종길. (~1999년)
- 1922년 - 대한민국의 시인 김구용. (~2001년)
- 1925년 - 미국의 정치인 플레처 톰슨. (~2022년)
- 1927년 - 태국의 제9대 국왕 라마 9세. (~2016년)
- 1928년 - 미국의 역사가 마틴 E. 마티. (~2025년)
- 1932년 - 대한민국의 정치인 김용환. (~2017년)
- 1933년
  - 대한민국의 국회의원 양정규. (~2011년)
  - 세르비아의 축구 선수, 축구 감독 밀로시 밀루티노비치. (~2003년)
- 1940년 - 스위스의 디자이너 H. R. 기거. (~2014년)
- 1941년 - 미국의 가수 겸 작곡가 배럿 스트롱. (~2023년)
- 1942년 - 대한민국의 배우 남정희.
- 1943년
  - 미국의 사업가 놀런 부슈널.
  - 미국의 영화 감독 마이클 만.
- 1944년 - 대한민국의 가수 김부자.
- 1946년 - 영국의 배우 샬럿 램플링.
- 1948년
  - 미국의 배우 바버라 허시.
  - 스웨덴의 축구 선수, 축구 감독 스벤예란 에릭손. (~2024년)
  - 잉글랜드의 배우 톰 윌킨슨. (~2023년)
- 1950년 -  대한민국의 기업인 이명희.
- 1951년
  - 일본의 가수, 성우 나카오 류세이.
  - 러시아의 정치인 니콜라이 메르쿠시킨.
- 1952년 - 대한민국의 정치인 김명기.
- 1953년 - 필리핀의 싱어송라이터 프레디 아길라. (~2025년)
- 1955년 - 대한민국의 배구 선수, 감독 김호철.
- 1958년
  - 대한민국의 정치인 이달호. (~2024년)
  - 대한민국의 미스코리아, 배우 홍여진.
- 1959년
  - 대한민국의 요들 가수 서용율.
  - 대한민국의 배우 겸 가수 오욱철.
  - 미국의 정치인 래리 로든.
- 1962년
  - 대한민국의 공무원, 정치인 김용범.
  - 대한민국의 정치인 김영춘.
  - 미국의 배우 제니퍼 제이슨 리.
- 1964년 - 미국의 배우 로라 리니.
- 1965년
  - 대한민국의 배우 김광인.
  - 루마니아의 전 축구 선수, 현 축구 감독 게오르게 하지.
- 1967년 - 대한민국의 작곡가, 음악감독 이동준.
- 1968년
  - 핀란드 자동차 경주 선수 마르쿠스 그뢴홀름.
  - 푸에르토리코의 야구 선수 로베르토 알로마.
- 1969년 - 일본의 성우 키우치 히데노부.
- 1971년 - 미국의 레슬링 선수 데니스 홀.
- 1972년
  - 덴마크의 왕세자빈 마뤼 엘리사베트.
  - 대한민국의 희극인 김지선.
- 1973년 - 대한민국의 철학자 박노자.
- 1975년 -  네덜란드의 축구 선수 지오바니 판 브롱크호르스트.
- 1975년 -  대한민국의 서현기계 대표 김인수.
- 1976년
  - 오스트레일리아의 축구 선수 존 알로이지.
  - 타이의 영화 배우 토니 자.
- 1977년
  - 대한민국의 가수 이성진 (하모하모, NRG).
  - 대한민국의 가수 신우리.
- 1978년 - 대한민국의 배우 김선빈.
- 1979년 - 대한민국의 전 농구 선수 이현준.
- 1980년 - 대한민국의 희극인 최희선.
- 1981년
  - 대한민국의 레이싱모델 남은주.
  - 대한민국의 배우, 전 모델 이언.
  - 그리스의 축구 선수 루카스 빈트라.
  - 프랑스의 영화 감독 미아 한센뢰베.
- 1982년
  - 대한민국의 전 배구 선수, 현 배구해설위원 한유미.
  - 대한민국의 가수 휘성. (~2025년)
  - 일본의 성우 코바야시 유우.
  - 아르헨티나의 축구 선수 로드리고 팔라시오.
- 1983년
  - 대한민국의 희극인 박상철.
  - 대한민국의 탁구 선수 윤재영.
- 1984년 - 아르헨티나의 축구 선수 카를로스 테베스.
- 1985년
  - 미국의 배우 크리스털 헌트.
  - 포르투갈의 축구 선수 크리스티아누 호날두.
- 1986년
  - 대한민국의 영화배우 민효린.
  - 대한민국의 피겨 스케이트 선수 김민우. (~2007년)
- 1987년
  - 대한민국의 축구 선수 양동원 (수원 삼성 블루윙즈).
  - 대한민국의 전 스타크래프트 프로게이머 변형태.
  - 대한민국의 뮤지컬 배우 정민경.
  - 대한민국의 레이싱 모델 송지나.
  - 미국의 영화 감독 코랄리 파르자.
- 1988년 - 대한민국의 가수 미.
- 1989년 - 대한민국의 야구 선수 이상호.
- 1990년
  - 대한민국의 가수 김지수.
  - 남아프리카공화국의 영화배우 샬비 딘. (~2022년)
  - 대한민국의 배우 강희제.
  - 대한민국의 이종격투기 선수 서진수.
- 1991년
  - 대한민국의 태권도선수 출신 가수, 배우 나태주.
  - 대한민국의 가수 안다.
  - 대한민국의 배우 최지희.
  - 대한민국의 야구 선수 장민익.
- 1992년
  - 대한민국의 태권도 선수 이대훈.
  - 대한민국의 배우 김지안.
  - 브라질의 축구 선수 네이마르.
  - 이라크의 축구 선수 아흐마드 이브라힘 칼라프.
  - 중국의 리듬체조 선수 덩썬웨.
  - 네델란드의 축구 선수 스테판 더 프레이.
- 1993년
  - 대한민국의 웹툰작가 겸 스트리머 와나나 (정해완).
  - 대한민국의 래퍼 애쉬비.
  - 대한민국의 뮤지컬 배우, 가수 강민수.
- 1994년
  - 대한민국의 농구 선수 이종현.
  - 일본의 배우, 성우 코미야 아리사.
  - 일본의 가수, 배우 나카지마 사키.
- 1995년
  - 대한민국의 전 리그 오브 레전드 프로게이머 엘라.
  - 벨기에의 축구 선수 아드난 야누자이.
  - 조지아의 유도 선수 구람 투시슈빌리.
  - 태국의 배드민턴 선수 랏차녹 인타논.
- 1996년
  - 대한민국의 배우 박건우.
  - 스웨덴의 축구 선수 스티나 블락스테니우스.
  - 잉글랜드의 축구 선수 라이언 시거.
- 1997년 - 대한민국의 작가 김시연.
- 1998년
  - 대한민국의 배우 이현주. (에이프릴)
  - 대한민국의 치어리더 김유나. (~2022년)
  - 대한민국의 가수 손혜은.
- 1999년
  - 대한민국의 축구 선수 조영욱.
  - 중국의 가수, 무용가, 배우 진쯔한.
- 2000년 - 대한민국의 가수 정모. (CRAVITY)
- 2001년 - 대한민국의 가수 겸 배우 김민주. (IZ*ONE)
- 2002년
  - 대한민국의 가수 지성 (엔시티).
  - 대한민국의 가수 강태현 (투모로우바이투게더).
  - 대한민국의 배우 정찬비.
  - 대한민국의 배드민턴 선수 안세영.
  - 미국의 배우 데이비스 클리블랜드.
- 2004년
  - 대한민국의 바둑 기사 김윤태.
  - 대한민국의 농구 선수 박성진.
- 2016년 - 부탄의 왕태자 지그메 남기엘 왕축.

### 미상
- 대한민국의 가수 마수혜. (트윈나인)

## 사망
- 1766년 - 오스트리아의 육군 원수 레오폴트 요제프 폰 다운 백작. (1705년~)
- 1881년 - 영국의 역사가 토머스 칼라일. (1795년~)
- 1962년 - 프랑스의 작곡가 자크 이베르. (1890년~)
- 1993년 - 미국의 영화 감독, 각본가 조지프 L. 맹키위츠. (1909년~)
- 1998년 - 대한민국의 영화 감독 김기영. (1919년~)
- 2005년 - 토고의 독재자 냐싱베 에야데마. (1935년~)
- 2008년 - 대한민국의 독립운동가 조문기. (1926년~)
- 2010년 - 일본의 야구 선수 오제 히로유키. (1985년~)
- 2014년 - 미국의 정치학자, 예일 대학교 명예교수 로버트 앨런 달. (1915년~)
- 2020년
  - 미국의 영화배우, 영화 감독, 영화 프로듀서 커크 더글러스. (1916년~)
  - 미국의 영화배우 케빈 콘웨이. (1942년~)
- 2021년
  - 대한민국의 언론인 금창태. (1938년~)
  - 캐나다의 영화배우 크리스토퍼 플러머. (1929년~)
  - 스위스의 봅슬레이 선수 요제프 벤츠. (1944년~)
- 2022년
  - 대한민국의 정치인 조순승. (1929년~)
  - 일본의 소설가 니시무라 겐타. (1967년~)
- 2023년
  - 대한민국의 정치인 강성모. (1933년~)
  - 파키스탄의 제10대 대통령 페르베즈 무샤라프. (1943년~)
  - 중국계 타이완의 승려 우처. (1927년~)
- 2024년
  - 대한민국의 배우 김원배. (1956년~)
  - 대한민국의 영화배우 남궁원. (1934년~)
  - 미국의 싱어송라이터 토비 키스. (1961년~)
  - 네덜란드의 제46대 총리 드리스 판 아흐트. (1931년~)
  - 일본의 레슬링 선수 하나하라 쓰토무. (1940년~)
- 2025년
  - 미국의 가수 어브 가티. (1970년~)
  - 일본의 영화배우 이타가키 미즈키. (2000년~)

## 기념일
- 한국의 설날 - 2000년, 2019년, 2065년, 2076년, 2095년
- 덴마크 왕세자빈 메리의 탄생일: 덴마크
- 기상관계자의 날(National Weatherperson's Day): 미국

## 같이 보기
- 전날: 2월 4일 다음날: 2월 6일 - 전달: 1월 5일 다음달: 3월 5일
- 음력: 2월 5일
- 모두 보기